# Heinz Strunk
 (avril 2024).
Si vous disposez d'ouvrages ou d'articles de référence ou si vous connaissez des sites web de qualité traitant du thème abordé ici, merci de compléter l'article en donnant les références utiles à sa vérifiabilité et en les liant à la section « Notes et références ».
Heinz Strunk, nom de scène de Mathias Halfpape (né le 17 mai 1962 à Bad Bevensen) est un écrivain, musicien, satiriste, acteur, scénariste et metteur en scène allemand. Avec Jacques Palminger (de) et Rocko Schamoni, il forme le trio humoristique Studio Braun (de).

## Biographie
Mathias Halfpape grandit dans le quartier de Langenbek à Hambourg. Sa mère, Margarete (Gretchen) Halfpape, est professeure particulière de piano et de flûte à bec à l'école de musique Hanhoopsfeld de Hambourg-Harburg. Halfpape rencontra son père, un historien dont l'appartenance SS fut connue après sa mort, alors qu'il avait 15 ans lors d'une tournée de conférences à Bad Salzuflen. Il était marié à une autre femme et avait cinq autres enfants. Les parents de sa mère, Walter et Friedel Halfpape, née Beuger, sont originaires des montagnes du Harz.
Quand Halfpape a douze ans, sa mère, qui assistait aux réunions des chrétiens dans le Cercle de Marbourg, reçoit un diagnostic de trouble schizo-affectif. Après plusieurs séjours psychiatriques et une tentative de suicide, elle reste alitée. Il s'occupe de sa mère dans son appartement pendant quatre ans jusqu'à sa mort à l'âge de 73 ans et abordera son sort dans de nombreux ouvrages. La mère meurt en 1998, alors que Halfpape a 36 ans.
Dans sa jeunesse, Halfpape souffre d'acné conglobata sévère, qu'il ne surmonte qu'en prenant un médicament puissant à 26 ans. Durant sa scolarité, il suit des cours de musique classique, de flûte et de saxophone. À 18 ans, il développe une psychose due à l'abus de cannabis. Il souffre d'une grave dépression jusqu'à 24 ans. Pendant des années, il souffre également d'anxiété, pour laquelle il prend des médicaments psychotropes. Il commence la psychanalyse et, selon ses propres déclarations, perd alors sa foi protestante. Aujourd'hui, Strunk se décrit comme agnostique. Il joue régulièrement aux machines à sous depuis l'âge de 19 ans, ce qu'il décrit souvent dans ses textes littéraires. Il est titulaire d'une carte honorifique du casino de l'Esplanade de Hambourg.
Après l'abitur en 1983, il se prépare à l'examen d'entrée dans une école de musique. Sa candidature au Heeresmusikkorps de la Bundeswehr est retenue. Il commence son service militaire en tant que soldat médical à la caserne de Tannenberg à Marbourg, mais est déclassé après trois semaines en raison de problèmes psychologiques. En 1983, Halfpape joue dans le groupe de Neue Deutsche Welle Täglich Morde. En 1984, il suit le cours de musique pop de la Hochschule für Musik und Theater Hamburg, puis de nouveau en 1993. Il est membre du groupe de Michy Reincke. Avec la chanteuse Anja Krenz, il produit l'album Paradise is Far Away en 1989 sous le nom de Dis Noir. De 1985 à 1997, il est membre du groupe de danse Tiffany's, avec lequel il effectue une tournée dans le nord de l'Allemagne.
Depuis la production Spaß mit Heinz (1992), il publie sous le pseudonyme de Heinz Strunk, qui apparaîtra plus tard comme un alter ego dans ses romans et dont dérive le surnom de Heinzer. Il développe aussi le personnage de Jürgen Dose, qu'il décrit comme sa « figure de vie » et le compare au Dittsche d'Olli Dittrich. En 1993, Spaß mit Heinz arrive chez Bela B., le batteur du groupe Die Ärzte. Grâce à lui, l'album est transmis à Rocko Schamoni, qui fonde plus tard le trio Studio Braun avec Strunk et Jacques Palminger. Sur l'album des Ärzte Die Bestie in Menschengestalt, sorti la même année, la voix de Strunk peut être entendue au début de la chanson Hirn-Stürm.
À partir de 1998, Strunk fait des apparitions dans l'émission hebdomadaire Die Wochenshow sur Sat.1 avec le programme Offener Kanal Hamburg-Harburg. Lui et plusieurs comédiens font partie d'un épisode pilote pour un format comique sur la station, qui n'est cependant pas réalisé. Plus tard, il fait à plusieurs reprises des commentaires négatifs sur les comédiens allemands. De 2003 à 2004, Strunk animé l'émission de VIVA Fleischmann TV et l'émission Jürgen-Dose-Show sur Fritz.
Après quelques CD autodistribués, Strunk sort son premier album en 2003 Einz, suivi en juin 2005 par un deuxième album Trittschall im Kriechkeller.
Aux élections fédérales allemandes de 2005, Strunk se présente à la deuxième place sur la liste électorale du PARTEI à Hambourg après Rocko Schamoni, sans toutefois adhérer au parti. Aux élections régionales de 2008 à Hambourg, il se présente comme le principal candidat à la première place sur la liste nationale. Aux élections régionales de 2011 à Hambourg, il est à nouveau le principal candidat et se présente dans la course en tant que candidat au poste de premier bourgmestre. Il a obtient 0,75% des voix.
Dans le Schanzenviertel, entre 2017 et 2018, il travaille dans le bar latino-américain Cantina Popular avec l'ancien membre de la RAF Karl-Heinz Dellwo (de), il perd 106 000 euros. En 2023, il prend une participation dans le bistro hambourgeois Carmangole, également dirigé par Alvaro Piña Otey.
Strunk vit dans le quartier d'Altona à Hambourg. Il est célibataire et sans enfant.

## Œuvre
Après son 40e anniversaire, Strunk vit une crise psychologique. Sa compagne lui conseille d'écrire ses expériences de musicien dans un roman. En 2004, son livre fortement autobiographique Fleisch ist mein Gemüse est publié, dans lequel il réfléchit sur ses expériences avec Tiffany's et décrit le sort d'un musicien ambitieux dans un orchestre de danse médiocre avec des descriptions bizarres des provinces du nord de l'Allemagne. Le livre se vend à plus de 400 000 exemplaires en février 2012.
Au printemps 2007, Fleisch ist mein Gemüse adapté au cinéma réalisé par Christian Görlitz. Strunk est consultant. La première de la version théâtrale a lieu le 19 janvier 2010 au théâtre de Wuppertal sous la direction d'Iwona Jera. Strunk réalise deux films avec le duo satiriste autrichien Stermann & Grissemann et le réalisateur Antonin Svoboda : Immer nie am Meer en 2007 et Drei Eier im Glas en 2015.
De 2012 à 2021, Strunk écrit une chronique dans le magazine satirique Titanic. Il se retire pour la parité hommes-femmes.

## Filmographie

### Cinéma
En tant que scénariste et acteur
- 1999 : Derby – Fußball ist kein Wunschkonzert (court métrage, simplement acteur)
- 2007 : Immer nie am Meer
- 2007 : Zeit (court métrage)
- 2008 : Fleisch ist mein Gemüse (de) (adaptation de son roman)
- 2011 : Trittschall im Kriechkeller – Die neue Schwester (court métrage)
- 2012 : Fraktus
- 2014 : Banklady (de)
- 2015 : Drei Eier im Glas
- 2017 : Jürgen - Heute wird gelebt (de)
- 2019 : Golden Glove (caméo, adaptation de son roman par Fatih Akın)

### Séries télévisées
En tant que scénariste et acteur
- 2014-2021 : Extra 3 (magazine satirique, 64 épisodes)
- 2023 : Last Exit Schinkenstraße (6 épisodes)

En tant qu'acteur
- 2007: Die Kanzlei (1 épisode)
- 2008: Großstadtrevier (1 épisode)
- 2014: Mord mit Aussicht (1 épisode)
- 2021: Der große Olli Schulz Adventskalender (1 épisode)
- 2023: Die Discounter (1 épisode)